# ザ・シュヌーカムズ&ミート・ファニー・カートゥーン・ショー
ザ・シュヌーカムズ&ミート・ファニー・カートゥーン・ショー（The Shnookums & Meat Funny Cartoon Show）は、アメリカ合衆国の番組販売ので1995年1月2日から3月27日まで放送されたディズニー・テレビジョン・アニメーションのテレビアニメ。1993年にはマルスピラミが中間エピソードとして放送され、この番組が独立された後も再放送された。本作ではニコロデオンで放送されたアニメ『レンとスティンピー』や『ロッコーのモダンライフ』の流れで制作されたが、全13話で打ち切られた。後にトゥーンディズニーでも再放送された。日本では放送されていない。

## 主な内容
- Shnookums & Meat

顔の見えない夫妻と暮らすネコのシュヌーカムと犬のミート。しかし、あまり仲良く無く喧嘩をしてしまうというギャグコメディ。
- Pith Possum: Super Dynamic Possum of Tomorrow

DCコミックス「バットマン」のパロディで、スーパーヒーローのピス・ポッサムとサイドキックのオベティアが、ゴリラのストレス署長からの指令によりポッサムシティで悪事を働く悪者たちと戦うというアクションバトル・コメディ。
- Tex Tinstar: The Best in the West

西部のカウボーイ テックス・ティンスターが活躍を繰り広げる西部劇のアニメ作品。テックスがライダーという無法者の極悪集団を追いかけるが、いつもトラブルに巻き込まれてしまう。

## キャラクター

### シュヌーカムとミート
シュヌーカム
声 - ジェイソン・マースデン
ミート
声 - フランク・ウェルカー
夫と妻
声 - スティーブ・マッコール、トレス・マクニール

### ピス・ポッサム
ピス・ポッサム/ピーター・ポッサム
声 - ジェフ・ベネット
青いマントをなびかせ、悪の手からポッタムシティを守るスーパーヒーロー。
オベティア・ザ・ラクーン
声 - パトリック・ジマーマン
ストレス署長
声 - ブラッド・ギャレット
ドクター・ポール・コンパニオン
声 - ジム・カミングス

### テックス・ティンスター
テックス・ティンスター
声 - ジェフ・ベネット
西部のヒーロー
ヒア・ボーイ
テックスの愛馬
チェーフ
声 - チャーリー・アドラー
テックスとは仲のいい親友。
パーシー・レースデイジー
声 - コーリー・バートン
フロイド
声 - ジェス・ハーネル
ガラガラヘビの男
ウロンゴ
声 - ブラッド・ギャレット
イアン
声 - コーリー・バートン
ナレーション
声 - ジム・カミングス

## エピソード
| #  | サブタイトル                                         | 放送日        |
| -- | ---------------------------------------------------- | ------------- |
| 1  | Weight For Me                                        | 1995年 1月2日 |
| 1  | The Phantom Mask of the Dark Black Darkness of Black | 1995年 1月2日 |
| 1  | A Fistful of Foodstamps                              | 1995年 1月2日 |
| 2  | Ow, Hey!                                             | 1月9日        |
| 2  | Darkness on the Edge of Black"                       | 1月9日        |
| 2  | For a Few Foodstamps More                            | 1月9日        |
| 3  | Bugging Out!                                         | 1月16日       |
| 3  | Night of Darkness                                    | 1月16日       |
| 3  | The Good, the Bad, and the Wiggly                    | 1月16日       |
| 4  | Poodle Panic                                         | 1月23日       |
| 4  | The Darkness, It is Dark                             | 1月23日       |
| 4  | Low Pants Drifter                                    | 1月23日       |
| 5  | Cabin Fever                                          | 1月30日       |
| 5  | Return of the Night of Blacker Darkness              | 1月30日       |
| 5  | Stale Rider                                          | 1月30日       |
| 6  | Pain in the Brain                                    | 2月6日        |
| 6  | Haunt of the Night in Blacker Darkness               | 2月6日        |
| 6  | Loathsome Dove                                       | 2月6日        |
| 7  | Step-Ladder to Heaven                                | 2月13日       |
| 7  | Bride of Darkness                                    | 2月13日       |
| 7  | The Magnificent Eleven                               | 2月13日       |
| 8  | Kung-Fu Kitty                                        | 2月20日       |
| 8  | Son of the Cursed Black of Darkness                  | 2月20日       |
| 8  | Saddlesores, Sagebrush and Seaweed                   | 2月20日       |
| 9  | I.Q. You, Too                                        | 2月27日       |
| 9  | The Light of Darkness                                | 2月27日       |
| 9  | Slap-Happy Trails                                    | 2月27日       |
| 10 | Something's Fishy                                    | 3月6日        |
| 10 | Return of the Dark Mask of Phantom Blackness         | 3月6日        |
| 10 | My Spine Hurts                                       | 3月6日        |
| 11 | Night of the Living Shnookums                        | 3月13日       |
| 11 | Dark of the Darker Darkness                          | 3月13日       |
| 11 | The Vinyl Frontier                                   | 3月13日       |
| 12 | Jingle Bells, Something Smells                       | 3月20日       |
| 12 | Dark Quest for Darkness                              | 3月20日       |
| 12 | Hey, Careful, That's My Cerebellum                   | 3月20日       |
| 13 | What a Turkey!                                       | 3月27日       |
| 13 | Light, or Dark Meat?                                 | 3月27日       |
| 13 | There Are Spiders All Over Me!                       | 3月27日       |

## マルスピラミでのアニメコーナー
シュヌーカムとミートは、1993年のアニメシリーズ「マルスピラミ」のコーナーとして生まれた。その後、この5話分のエピソードがシリーズ作品として再放送された。日本では放送されていない。
- Kung-Fu Kitty
- I.Q. You, Too
- Night of the Living Shnookums
- Something's Fishy
- Jingle Bells, Something Smells

## 配信
アメリカ合衆国においてDisney+では配信されていない。ディズニー・アフターヌーンで放送された作品の中では、本作と『アラジンの大冒険』を除けば全て配信されている。